# 남한강교
남한강교(南漢江橋)는 경기도 여주시에 있는 총연장 540m의 남한강의 교량이다. 영동고속도로를 구성하는 고속도로 교량으로, 여주 나들목과 문막 나들목 사이에 위치하고 있다.

## 역사
- 1971년 3월 24일 : 영동고속도로의 신갈 분기점 ~ 새말 나들목 구간이 착공하면서 동시에 착공하였다.
- 1971년 12월 1일 : 영동고속도로의 신갈 분기점 ~ 새말 나들목 구간이 완공되면서 동시에 개통하였다.

## 정보
- 운송수단 : 영동고속도로
- 교차지점 : 남한강
- 장소 : 여주시
- 시공 :
- 준공 : 1971년